# آلبرت فان
آلبرت فان (انگلیسی: Albert Foan; ۳۰ اکتبر ۱۹۲۳ – ۱۴ اوت ۲۰۰۹) بازیکن فوتبال اهل بریتانیا بود.
از باشگاه‌هایی که در آن بازی کرده‌است می‌توان به باشگاه فوتبال لوستوفت، باشگاه فوتبال نوریچ سیتی، باشگاه فوتبال گریت یارموث تاون، و باشگاه فوتبال وستهام یونایتد اشاره کرد.